# Ludovico Valenti
Pour les articles homonymes, voir Valenti (homonymie).
Ludovico Valenti (né le 17 avril 1695 à Trevi, dans l'actuelle province de Pérouse, en Ombrie, alors dans les États pontificaux et mort le 18 octobre 1763 à Rome) est un cardinal italien du XVIIIe siècle.

## Biographie
Canoniste, Ludovico Valenti exerce diverses fonctions au sein de la curie romaine, notamment celle de promoteur de la foi de la Congrégation des rites (1734-1754) et de secrétaire de la Congrégation pour la réforme du bréviaire (1741-1747).
Le pape Clément XIII le crée cardinal lors du consistoire du 24 septembre 1759. Le même jour il est nommé évêque de Rimini.

## Succession apostolique
Ludovico Valenti a ordonné les évêques suivants :
- Évêque Vincenzo Acqua (it) (1759)
- Évêque Giuseppe Luigi Avogadro, C.R.L. (1759)